# 襄河站
襄河站，位于中华人民共和国黑龙江省黑河市五大连池市襄河农场，是北黑铁路上的火车站，建于1933年，由哈尔滨铁路局管辖。

## 車站周邊
- 襄河中心客运站
- 中国农业银行襄河分理处
- 黑龙江省襄河农场职工医院

## 歷史
- 建于1933年。

## 外部連結
- 中国铁路客户服务中心（页面存档备份，存于）